# Tsunami All-Stars
O Tsunami All-Stars é um grupo de breakdance (crew) brasileiro, criado pelo bboy Pelezinho.

## Apresentações
A crew paricipava semanalmente no programa Manos e Minas (TV Cultura), Novela Dance dance dance, Faustao, Legendarios. Também participou da primeira edição do programa "Qual é o seu talento?" (SBT), chegando a final, mas foi derrotado pelo grupo D-Efeitos. Participou do programa "Tudo é Possível" (RecordTV).
Além disso, o Tsunami All-Stars compete frequentemente em batalhas de crews - inclusive internacionalmente, em eventos como o R-16 Korea.

## Membros
Os membros do grupo são os b-boys: Falecido Kokada, Catatau, Chaverinho, Endrigo, Pelezinho, Aranha, White, Lukas, Neguin, Allmax, Sinistro, Bart e, a bgirl Itsa.

## Galeria

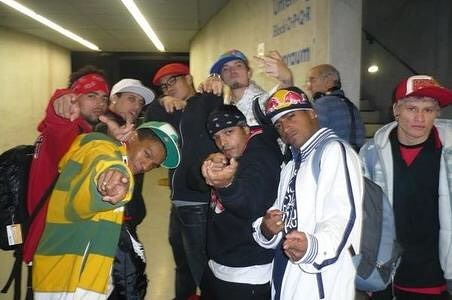
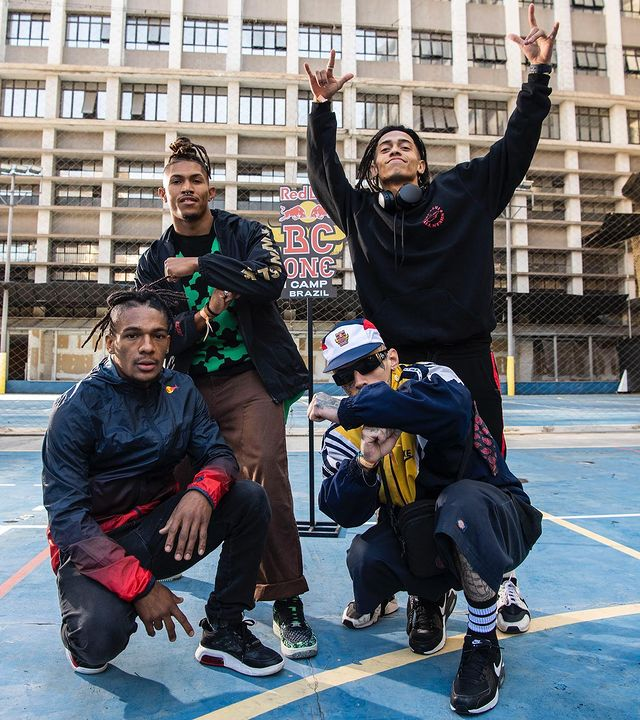
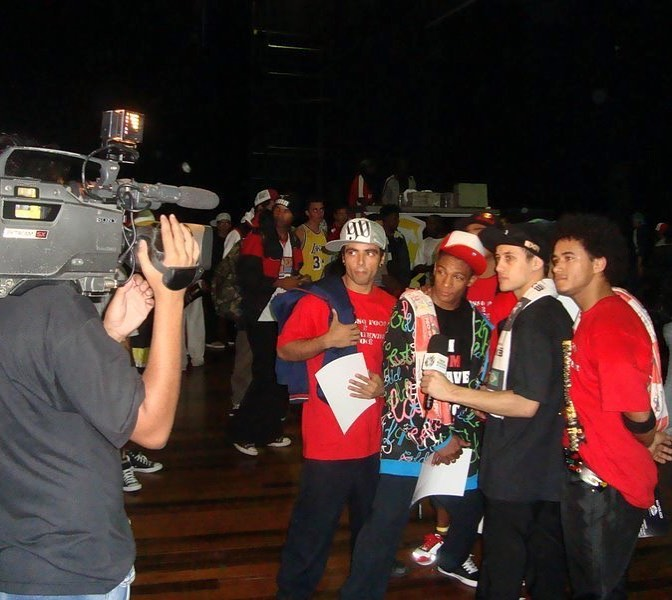

## Prêmios
| Ano  | Prêmio                                   | Categoria                                                      | Resultado | Ref           |
| ---- | ---------------------------------------- | -------------------------------------------------------------- | --------- | ------------- |
| 2007 | Prêmio Hutúz                             | Destaque do Break                                              | Indicado  | [ 8 ]         |
| 2009 | Prêmio Hutúz                             | Melhores Crews de Break da década                              | Indicado  | [ 9 ]         |
| 2008 | Primeiro Lugar Battle Of The Year Brasil | Melhor crew do ano                                             |           |               |
| 2005 | Quarto lugar Red Bull BC One             | entre os dez melhores do mundo                                 |           |               |
| 2010 | primeiro Lugar Red Bull BC One Japan     | Melhor bboy do mundo Neguin primeiro latino-americano a vencer |           | [ 10 ] [ 11 ] |